# St. Joseph (Stadthagen)

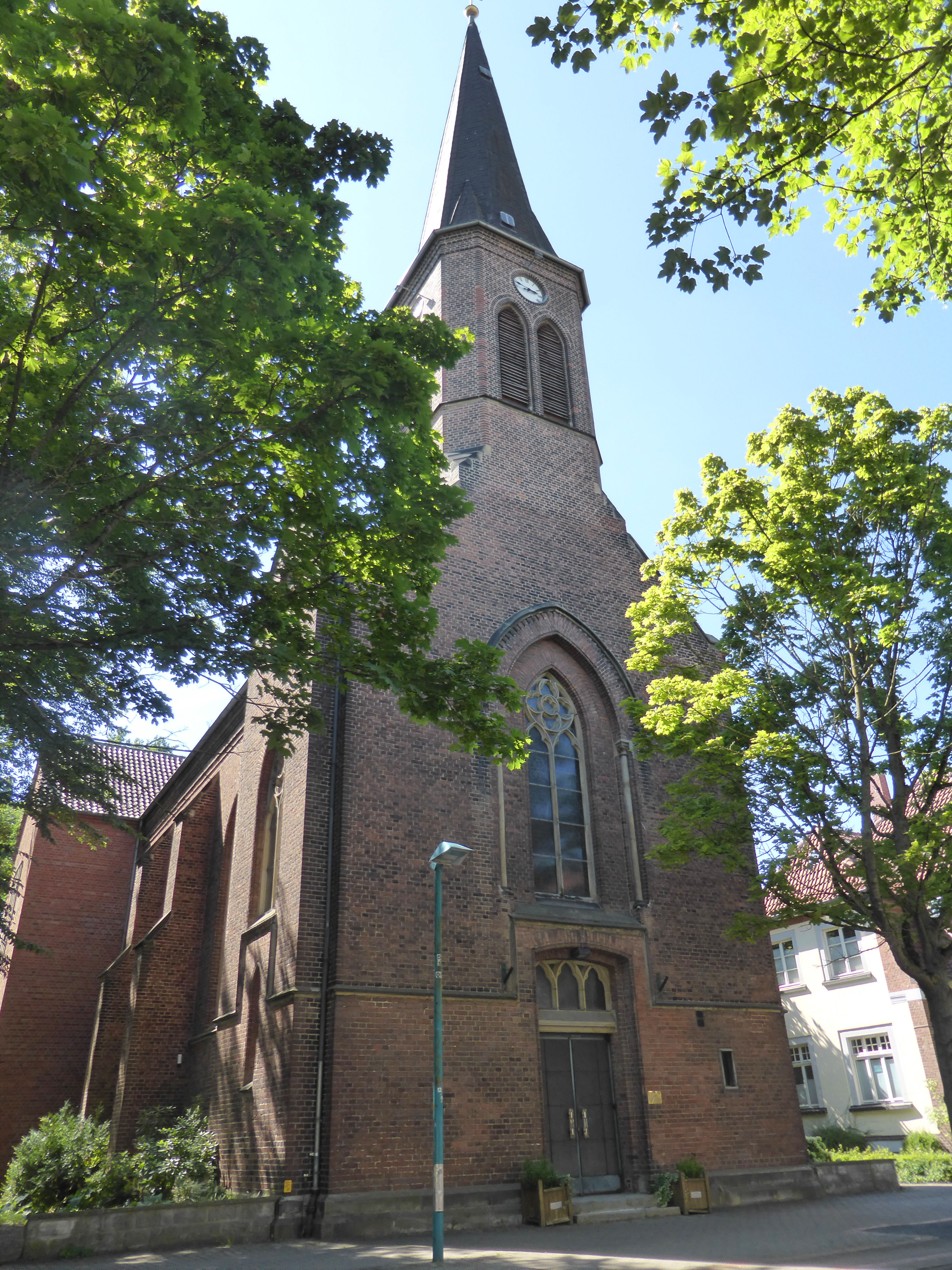
St. Joseph von 1886/87

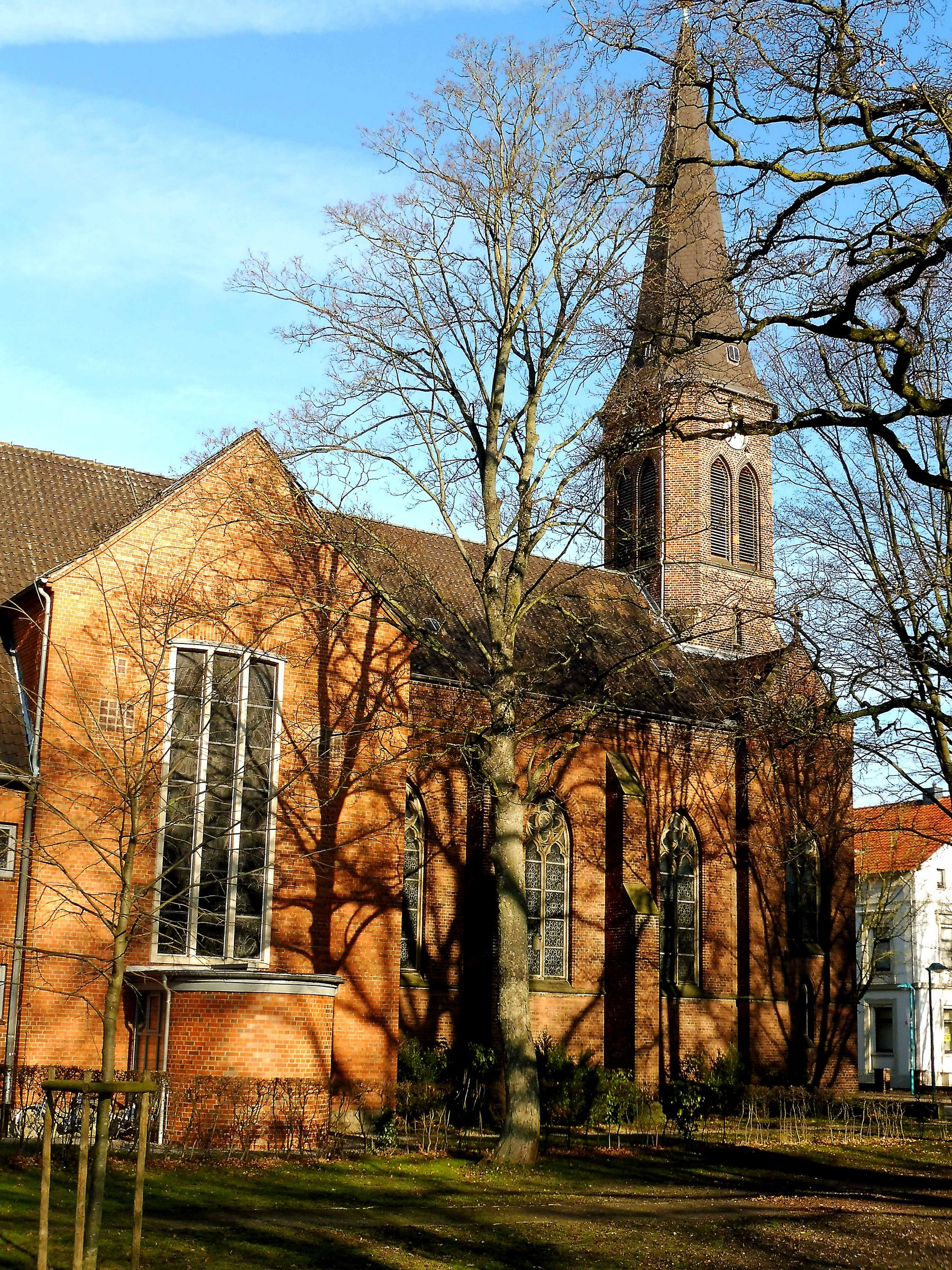
Kirche mit dem südlichen Querhaus

Die Kirche Sankt Joseph ist die römisch-katholische Kirche in Stadthagen, der Kreisstadt des Landkreises Schaumburg in Niedersachsen. Das nach dem heiligen Josef von Nazaret benannte Gotteshaus ist die Pfarrkirche der Pfarrei St. Joseph in Stadthagen im Dekanat Weserbergland des Bistums Hildesheim.

## Geschichte
1559 wurde durch ein Dekret von Graf Otto IV. in der Grafschaft Schaumburg die Reformation eingeführt. Infolgedessen wurden die Einwohner und die Kirche von Stadthagen protestantisch.
Nachdem sich im Zuge der Industrialisierung wieder Katholiken in Stadthagen angesiedelt hatten, erfolgte 1877 die Errichtung einer katholischen Missionsstation und einer Schule. 1886 begann der Bau der Kirche im Baustil der Neugotik. 1887 folgte die Kirchweihe durch Bernhard Höting, Bischof des Bistums Osnabrück, zu dem Stadthagen damals gehörte.
1911 wurde die katholische Kirchengemeinde Stadthagen zur Pfarrei erhoben. Als am 8. April 1945 das 13. US-Panzerkorps von Westen her auf Stadthagen anrückte, fuhr Gustav Hüdig, der Pfarrer von St. Joseph, mit einer weißen Fahne in Richtung Enzen der Panzerspitze entgegen. Er erklärte dem Panzerkommandanten, dass sich in der Stadt außer in zwei Reservelazaretten keine deutschen Wehrmachtsangehörigen mehr befänden. Dadurch  rettete er Menschenleben und bewahrte die Stadt vor der Zerstörung. Durch die Flucht und Vertreibung Deutscher aus Mittel- und Osteuropa 1945–1950 nahm die Zahl der Katholiken im Raum Stadthagen so zu, dass die Kirche erweitert wurde, aber auch zwei Filialkirchen erbaut wurden. 1953 begann der Erweiterungsbau, der 1954 fertiggestellt wurde. Dazu wurde der bisherige neugotische Chor und durch ein Querschiff mit neuem Altarraum ersetzt. 1955 entstanden in Helpsen mit der Heilig-Kreuz-Kirche und 1969 in Nienstädt mit der St.-Bartholomäus-Kirche Filialkirchen der Pfarrei Stadthagen.
1965 ging das Gebiet des ehemaligen Landes Schaumburg-Lippe, zu dem Stadthagen gehörte, vom Bistum Osnabrück zum Bistum Hildesheim über.
1984 bekam die Kirche ihr heutiges Altarbild, 1996 erstmals eine Pfeifenorgel.
2008 wurde die zwischenzeitlich selbstständig gewordene Pfarrgemeinde Heilig Kreuz in Helpsen aufgelöst und ihre Heilig-Kreuz-Kirche wieder der Pfarrei St. Joseph in Stadthagen angeschlossen.
2010 wurde im Südflügel der Kirche eine Beichtkapelle eingerichtet, die den vormaligen Beichtstuhl ersetzt. Im November 2010 erfolgte die Profanierung der beiden Filialkirchen Heilig Kreuz in Helpsen und St. Bartholomäus in Nienstädt, die im Folgejahr abgerissen wurden.
2011 gehörten 50,7 % der Stadthäger Bürger der Evangelischen Kirche und 9,6 % der Katholischen Kirche an. Die übrigen 39,7 % waren konfessionslos oder hatten einen anderen Glauben.
2012 wurden die Dekanate Bückeburg, zu der die St.-Joseph-Kirche gehörte, und Hameln-Holzminden zum heutigen Dekanat Weserbergland vereinigt. Zum gleichen Zeitpunkt wurde auch die Pfarrgemeinde St. Barbara in Lindhorst aufgelöst und deren St.-Barbara-Kirche der Pfarrei Stadthagen als Filialkirche angeschlossen. Auch die Herz-Jesu-Kirche in Sachsenhagen, die früher zu den Pfarrgemeinden Wunstorf-Steinhude (1990) und Hohnhorst (2009) gehörte, ist seit mindestens diesem Zeitpunkt eine Filialkirche der Pfarrei Stadthagen.

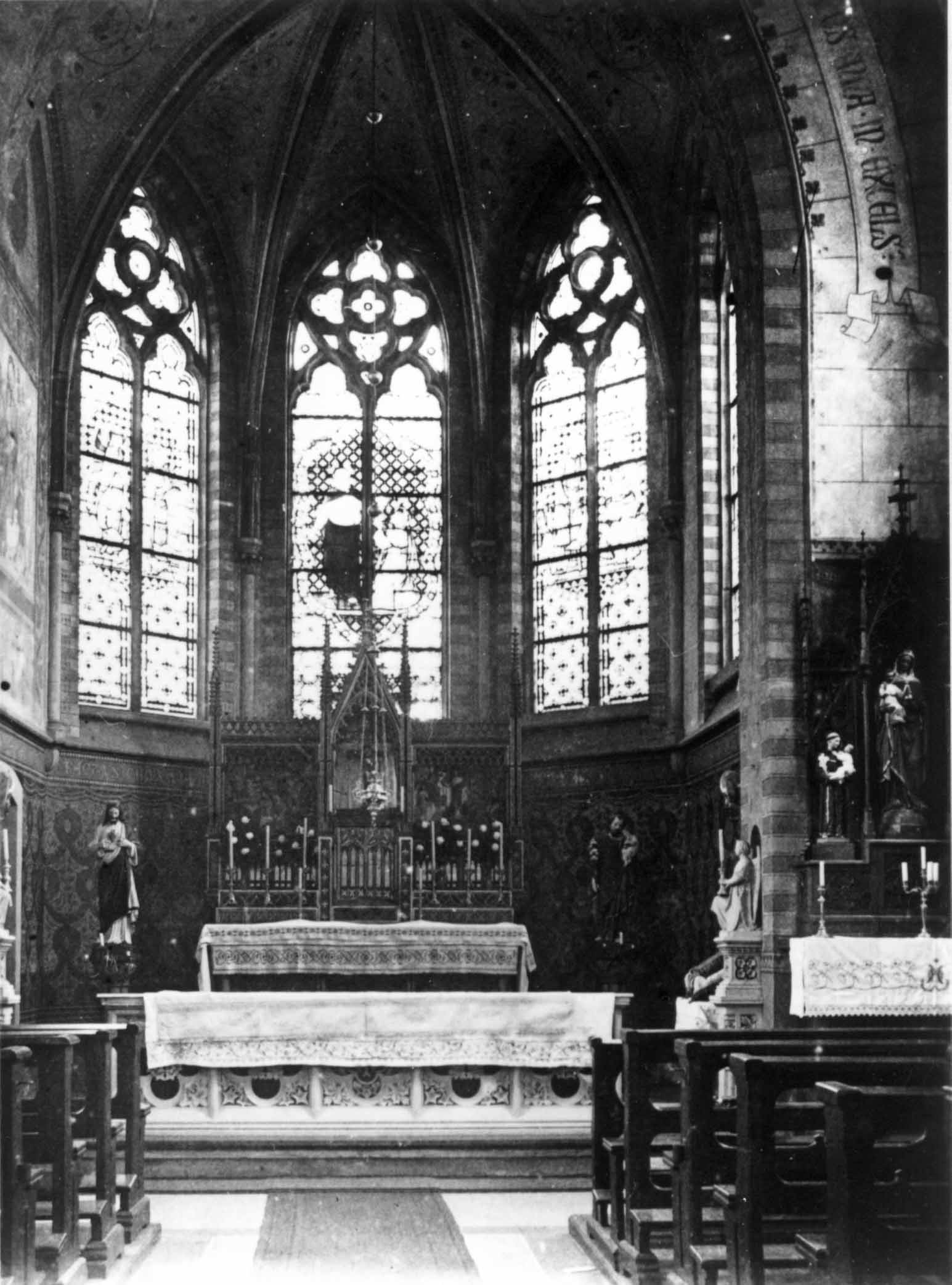
Historische Aufnahme des Chorraums (bis 1953): Hochaltar aus der Erbauerzeit von Heinrich Seling. Rechts der 1910 aufgestellte Marienaltar (Wiedenbrücker Schule) von Heinrich Schweppenstedde.

Nach dem Sozialwort der Deutschen Bischöfe gründete sich im Oktober 1996 unter dem Dach des Pfarrheimes St. Joseph im Rahmen des Konsultationsprozesses auf ökumenischer Basis die Schaumburger Initiative gegen Arbeitslosigkeit (S.I.G.A.). Aus der anfänglichen Initiative entstand ein gemeinnütziger Verein und schließlich eine Genossenschaft, die landkreisweit Projekte gegen Langzeitarbeitslosigkeit ins Leben gerufen hat.

## Architektur und Ausstattung
Die unter Denkmalschutz stehende Kirche steht wenige hundert Meter westlich der Altstadt von Stadthagen an der Bahnhofstraße, neben dem historischen Friedhof „Vor dem Westerntor“. Die Pläne lieferte der Osnabrücker Dombaumeister Alexander Behnes. Dem 40 Meter hohen, überschlanken Glockenturm (im Volksmund „der lange Joseph“) mit seinem Turmjoch schließt sich ein dreijochiges Langhaus mit Maßwerkfenstern an. Der ursprüngliche polygonale Chorraum wich 1953 einer notwendigen, wesentlichen Erweiterung der Kirche, denn die Gemeinde hatte sich durch den Zuzug vieler Heimatvertriebener enorm vergrößert. Es entstanden das jetzige Querhaus und ein neuer Altarraum.

### Das Geläut

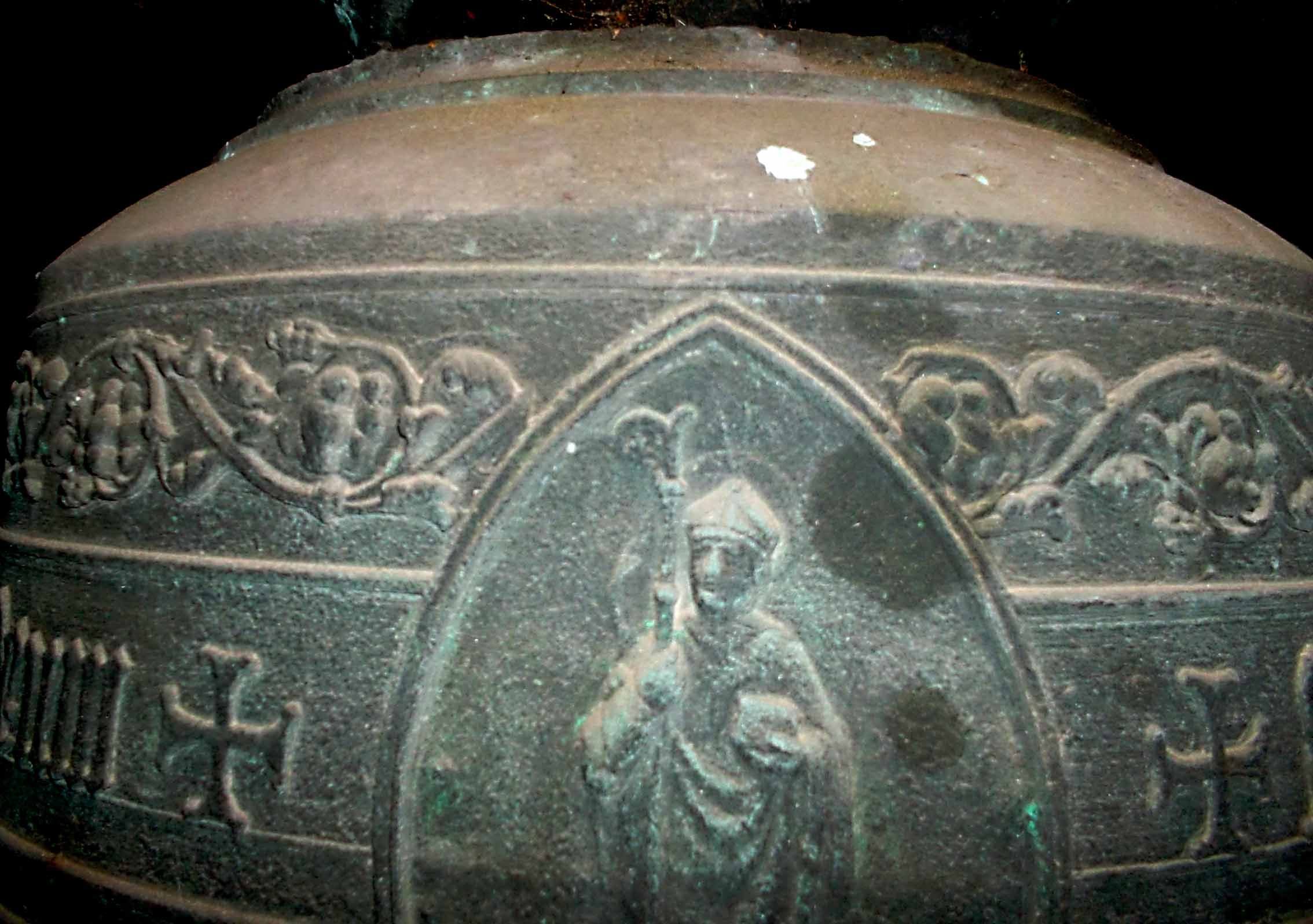
Fries der Glocke Bonifatius (major) aus der Glockengießerei Otto, Bremen.

1886 und 1890 lieferte die Bremer Glockengießerei Otto drei Glocken: „Maria“, „Joseph“ und „Bonifatius“. 1917, im Verlauf des Ersten Weltkriegs, wurden die beiden größeren Glocken „Maria“ und „Joseph“ requiriert und gleich im Turm zerschlagen. Nur „Bonifatius“, die kleinste Glocke des ursprünglichen Geläutes, blieb bis heute erhalten. 1935 wurde bei Petit und Gebrüder Edelbrock in Gescher eine neue Josephsglocke gegossen, doch auch diese musste bereits 1942 wieder für Rüstungszwecke abgegeben werden.
Zurzeit verfügt die St. Joseph-Kirche über drei Glocken: „Bonifatius“ (major), gegossen bei Otto in Bremen, mit einem Gewicht von 234 Kilogramm und dem Schlagton cis2. Sie trägt die Inschrift: „SACERDOS DEI BONIFATIUS, PASTOR EGREGIE, ORA PRO NOBIS DEUM 1886“.
1952 kam die Glocke „Peter“ (Gussjahr 1510) als Patenglocke aus dem Glockenlager Hamburg. Sie stammt von einem unbekannten Glockengießer, wiegt rund 300 Kilogramm und erklingt im Schlagton b1. Ihre Inschrift in gotischen Minuskeln lautet: „o.konig.der.eren.com.mit.deinem.frede.m ccccc x.“ Beide Glocken hängen an Holzjochen im Stahlglockenstuhl.
Seit 2012 hat auch die Glocke „Bonifatius“ (minor) aus der profanierten Heilig-Kreuz-Kirche in Helpsen ihren Platz im Turm. Sie wurde 1959 bei Petit und Gebrüder Edelbrock in Gescher gegossen, wiegt 100 Kilogramm und erklingt im Schlagton f2. Bisher dient sie lediglich für den Viertelstundenschlag der Uhr. Die große Marienglocke und die anderen Glocken wurden bis heute nicht wieder ersetzt.

### Querhaus-Fenster von Benno Lippsmeier

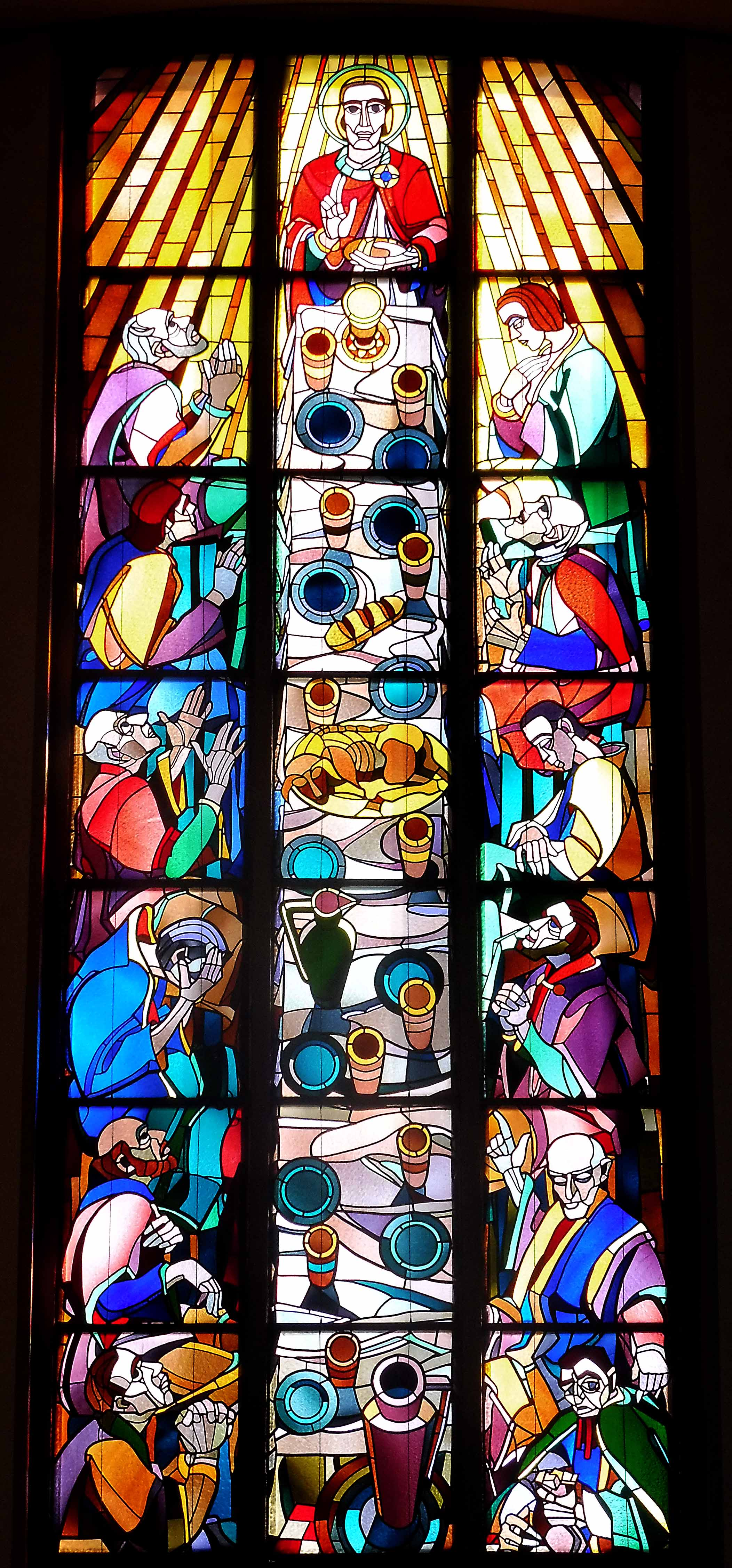
„Das Letzte Abendmahl“. Fenster von Benno Lippsmeier im südlichen Querhaus.

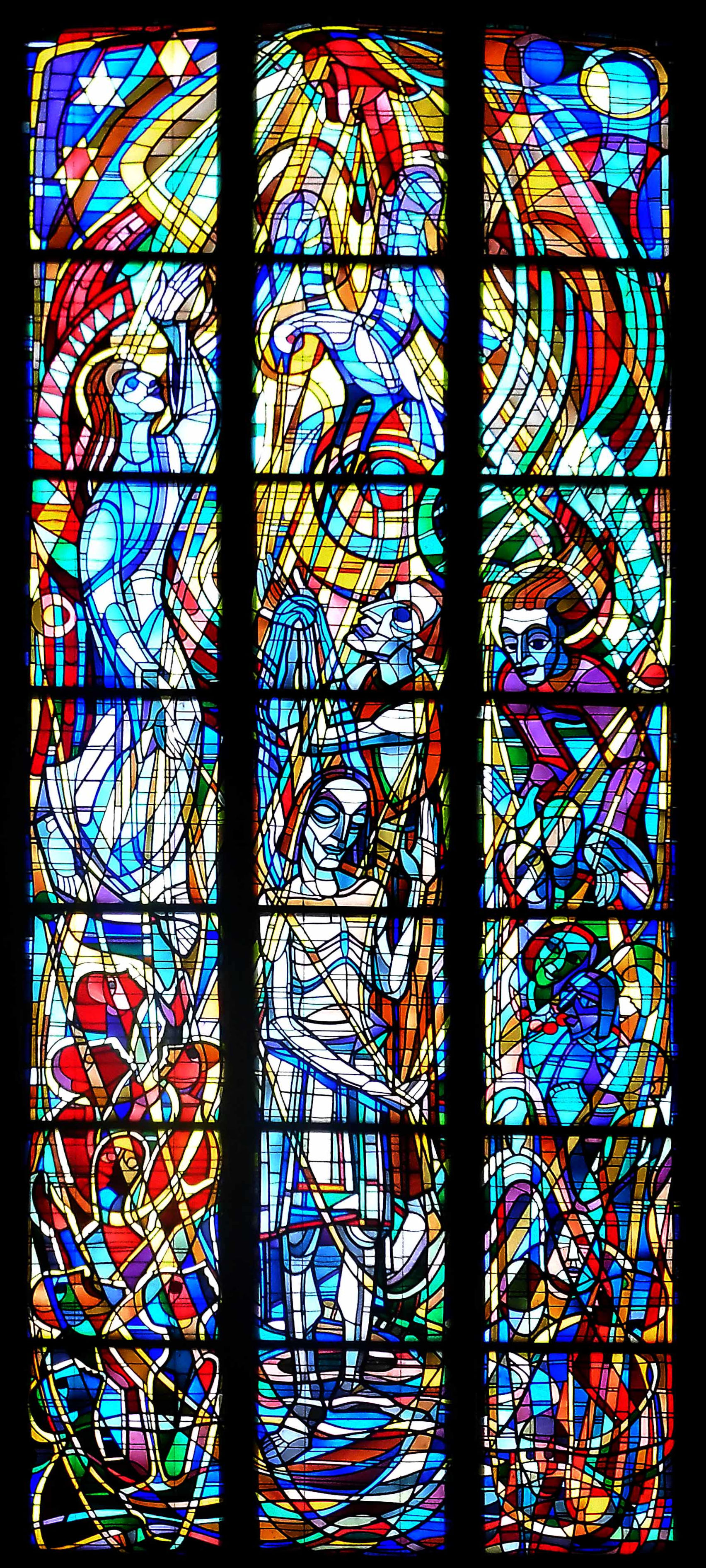
„Die Taufe Jesu“. Fenster von Benno Lippsmeier im nördlichen Querhaus.

Die beiden über sieben Meter hohen Buntglasfenster in beiden Querhaus-Armen stammen von Benno Lippsmeier (1914–1971): Das Fenster im südlichen Querhaus entstand 1954 und zeigt das „Letzte Abendmahl“ in expressionistischer Form. In den Gesichtern der Apostel spiegeln sich Gesichtszüge der Menschen, die nach Krieg und Vertreibung in St. Joseph ein neues geistliches Zuhause gefunden hatten. In der Reihe der Apostel findet sich auf der linken Seite als zweite Person von oben ein Mann im blauen Mantel mit gelbem Ärmel. Jesus zugewandt, lässt er die Züge des ehemaligen ermländischen Bischofs Maximilian Kaller erkennen, der in der frühen Nachkriegszeit zum „Vertriebenenbischof“ ernannt worden war.
Für das nördliche Querhaus schuf Lippsmeier 1956 das Fenster „Taufe Jesu“ in einer überwältigenden farblichen Abstraktion. Nach byzantinischem Vorbild wird hier zugleich die Salbung Jesu erkennbar. Lichtbänder, die von der Hand Gottes im oberen Bereich des Fensters ausgehen, bündeln sich zunächst bei zwei assistierenden Engelgestalten und werden von dort in die Hände Jesu geleitet. Dies alles sieht der Künstler als ein Geschehen von kosmischem Ausmaß: Über allem öffnet sich der Himmel. Gestirne und Sonnen werden sichtbar. Der Heilige Geist erscheint in Form einer Taube.

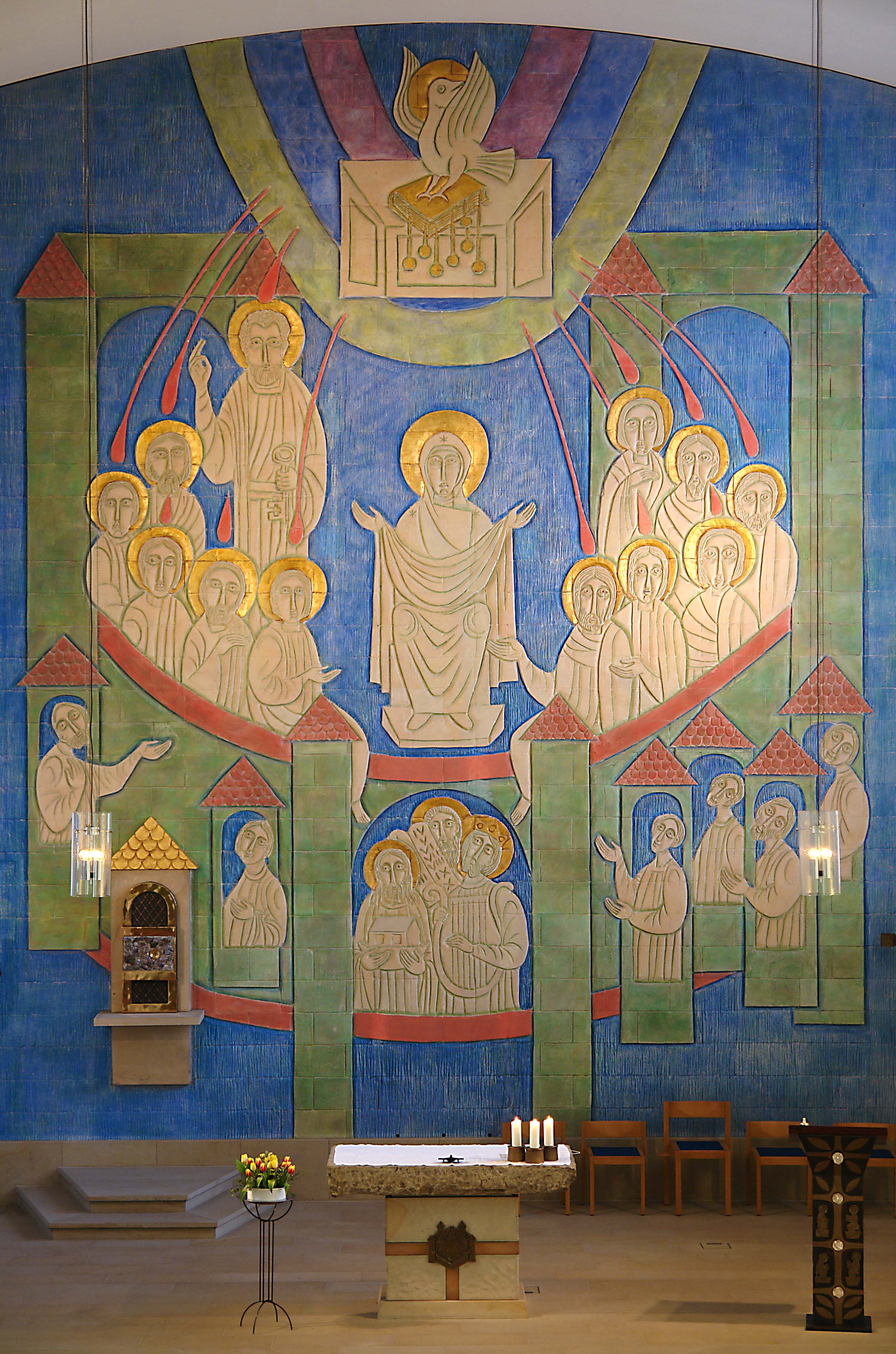
Altarbild von Hanns Joachim Klug

### Altarrückwand von Hanns Joachim Klug
1984 gestaltete der hannoversche Künstler Hanns Joachim Klug (1928–2013) den Altarraum neu. Für die Rückwand schuf er ein monumentales Altarbild mit der Pfingstdarstellung im Stil einer Ikone. Als Grundlage diente der „Rabulas-Kodex“ aus dem 6. Jahrhundert. Im oberen Bereich wird die Dreifaltigkeit Gottes dargestellt: Ein Bogen in byzantinischer Farbsymbolik besteht aus violett (Vater), himmelblau (Sohn) und grün (Heiliger Geist). Auf die Dreifaltigkeit weisen auch Symbole innerhalb des Bogens hin: Der Richterstuhl („Hetoimasia“) als Symbol Christi, der kommen wird, um Lebende und Tote zu richten; darauf liegt das Buch mit den sieben Siegeln als Symbol des unfassbaren Gottes (aus dem Buch der Offenbarung 5,1); darüber der Heilige Geist als Taube. Im Zentrum des Bildes sitzt Maria in Orantenhaltung als Gottesmutter und Symbol der betenden Kirche. Aus dem Farbbogen heraus durchbricht der Heilige Geist den geschlossenen Raum, in dem sich die zwölf Apostel versammelt haben und geht in Form von Feuerzungen auf sie nieder. Hervorgehoben wird Petrus durch den Schlüssel und seine Hand, die er in Lehrhaltung erhebt. Im unteren Bereich des Bildes erscheinen drei Gestalten des Alten Bundes mit ihren Attributen: Noach mit der Arche, Mose mit den Gesetzestafeln sowie David mit der Harfe. Interessant ist, dass nicht nur die Apostel, sondern auch sie einem Nymbus (Heiligenschein) versehen sind. So werden sie eingereiht in die Schar der Heiligen des Alten Bundes. Seitlich kommen weitere Gestalten aus ihren Häusern. Sie symbolisieren die Völker der Welt und aller Zeiten, die dem Geschehen beiwohnen. Der Tabernakel in der Form eines Sakramentshauses ist in das Altarbild integriert.

### Altartisch
Die grob behauene Altarplatte (Mensa) stammt aus der ehemaligen Franziskaner-Klosterkirche in der Stadthäger Altstadt, die seit 1732 der evangelisch-reformierten Gemeinde gehört. Die Sandsteinmensa zeigt Weihekreuze aus der Ursprungszeit (geweiht 1500) und wurde 1973 bei Restaurierungsarbeiten in der Klosterkirche aufgefunden. In ökumenischer Verbundenheit machte die reformierte Gemeinde die Mensa der St. Joseph-Gemeinde zum Geschenk. 1984 wurde sie im Altarraum aufgestellt und dient seitdem als Mittelpunkt der Liturgie.
Zwei steinerne Reliefs in den Querhäusern stammen ebenfalls aus der Werkstatt Lippsmeier und zeigen eine Mondsichelmadonna sowie den heiligen Joseph, den Schutzpatron der Kirche. An den Seitenwänden des Langhauses sind 15 Kreuzwegstationen des Obernkirchener Bildhauers Josef Franke (1921–2006) platziert.
Am Ambo sind die vier Evangelisten Matthäus, Markus, Lukas und Johannes dargestellt.

### Marien-Skulptur von Josef Hauke

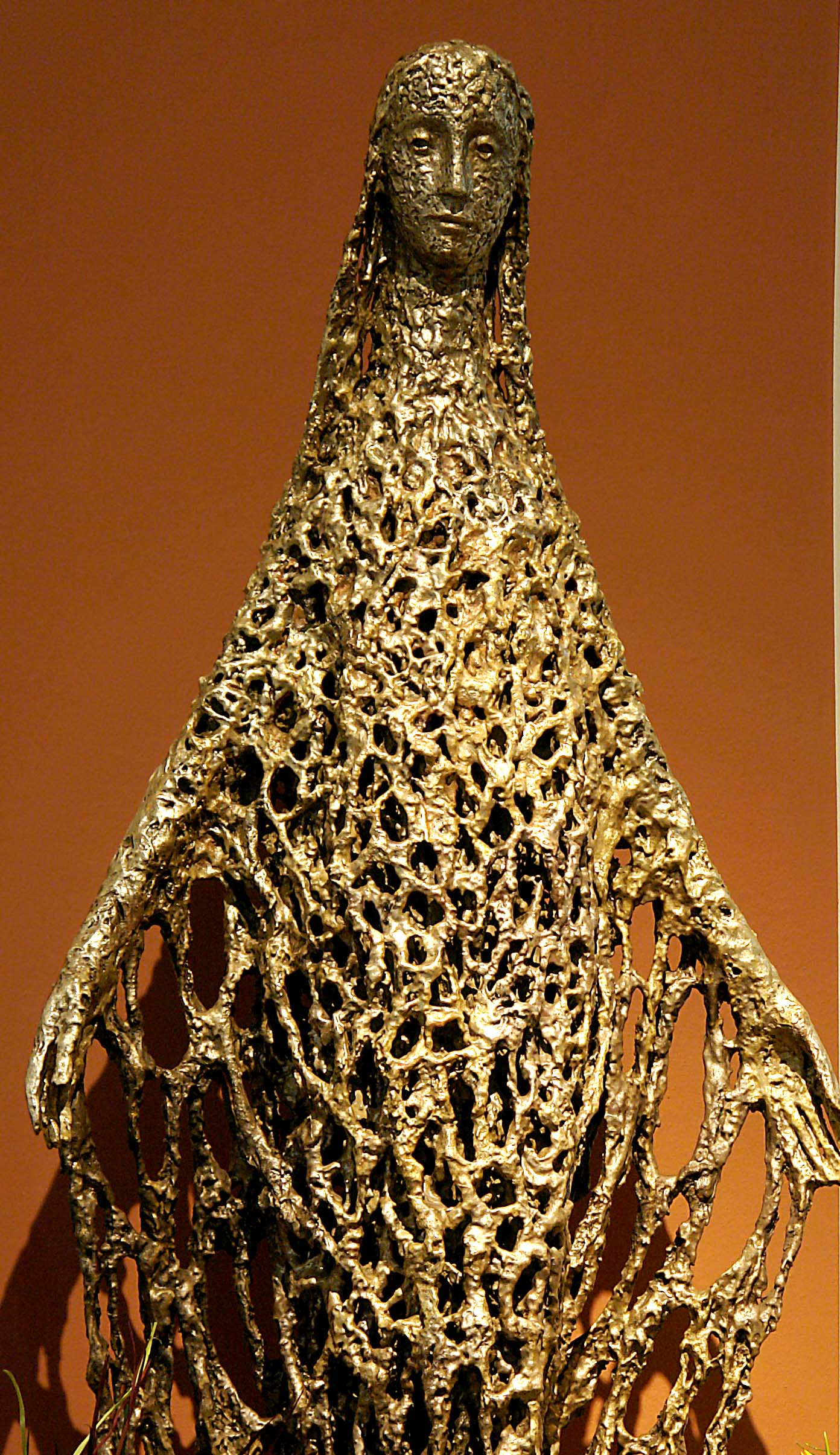
Marienskulptur von Josef Hauke

1972 gestaltete der Lauenauer Bildhauer Josef Hauke (1920–2009) für die Turmkapelle mit seiner Marienskulptur eines der wichtigsten Kunstwerke in St. Joseph. In Gesprächen mit der Gemeinde rang der Künstler um eine zeitgemäße theologische Darstellung. Hauke schuf keine volkstümlich-vordergründige Marienfigur, sondern eine äußerst transparente Erscheinung. Gegenständliches scheint weitgehend aufgelöst. Es bleibt das unbegreifliche Mysterium der Jungfrau und Gottesmutter.

### Orgel

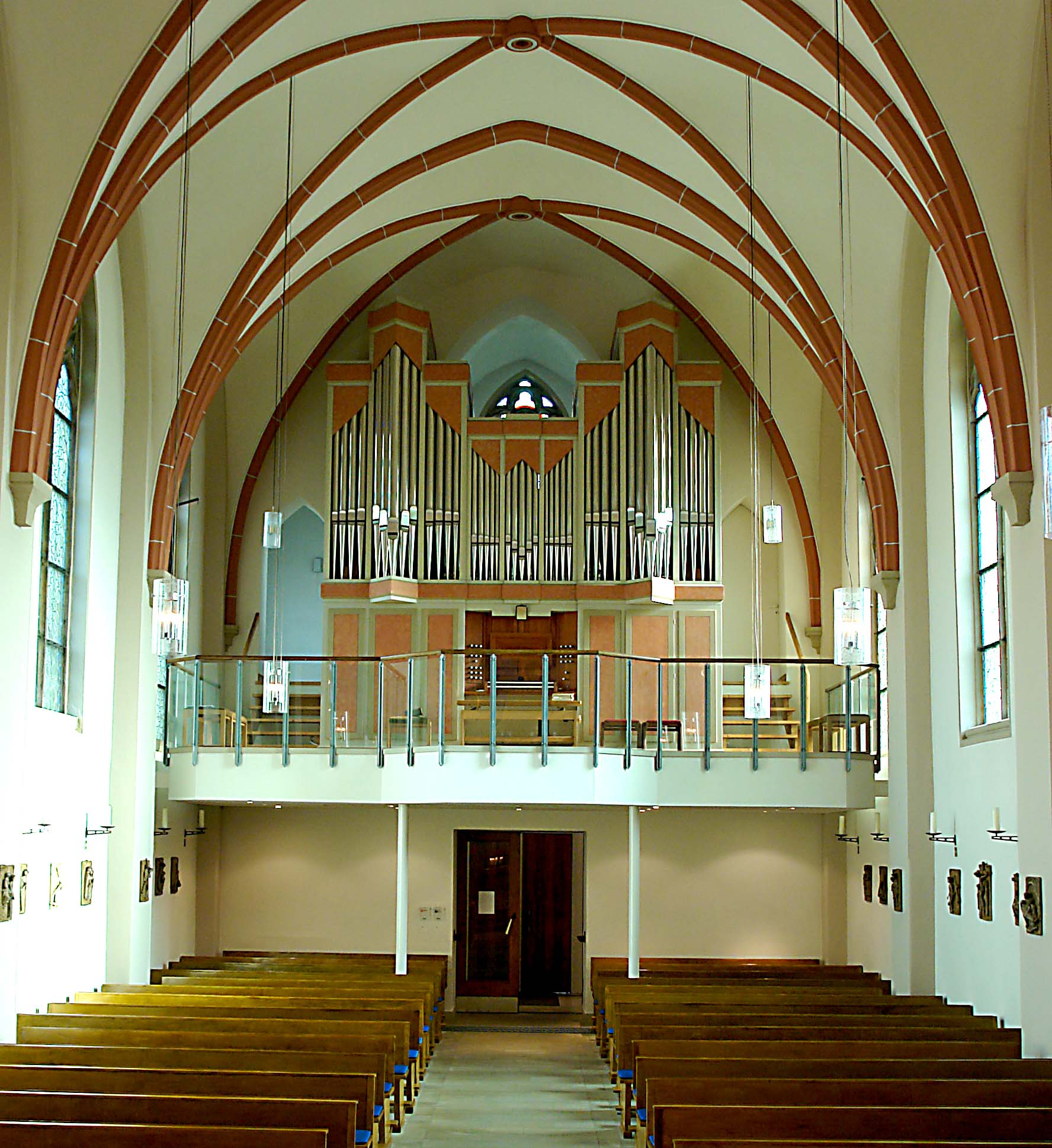
Die Becker-Orgel in der St.-Joseph-Kirche Stadthagen

Die Orgel entstand 1996 in der Werkstatt Michael Becker Orgelbau in Sattenfelde. Das Instrument verfügt über 28 Register auf zwei Manualen und Pedal. Es hat 1854 Pfeifen. Die Disposition des Schwellwerkes ermöglicht die Darstellung von Werken der französisch-romantischen Orgelliteratur.
| I Hauptwerk |       |
| Bordun      | 16′   |
| Principal   | 08′   |
| Rohrflöte   | 08′   |
| Oktave      | 04′   |
| Spitzflöte  | 04′   |
| Quinte      | 2 ⁄3′ |
| Superoktave | 02′   |
| Mixtur IV   | 1 ⁄3′ |
| Cornett V   | 08′   |
| Trompete    | 08′   |

| II Schwellwerk    |        |
| Flûte traversière | 08′    |
| Bordun            | 08′    |
| Viole de Gambe    | 08′    |
| Voix céleste      | 08′    |
| Viole d’amour     | 04′    |
| Flûte octaviante  | 04′    |
| Nazard            | 2 ⁄3′  |
| Oktavin           | 02′    |
| Tierce            | 1 3⁄5′ |
| Plein jeu V       | 02′    |
| Basson            | 16′    |
| Basson-Hautbois   | 08′    |
| Tremulant         |        |

| Pedal         |     |
| Subbass       | 16′ |
| Prinzipalbass | 08′ |
| Gedecktbass   | 08′ |
| Choralbass    | 04′ |
| Posaune       | 16′ |
| Trompete      | 08′ |

- Koppeln: II/I, I/P, II/P
- Bemerkungen: Spieltraktur mechanisch, Registertraktur: elektrisch. Temperierung: nach Neidhard 1729.